# Doktryna Tobara
Doktryna Tobara – doktryna legitymizmu demokratycznego skierowana do państw Ameryki Łacińskiej, wysunięta przez Ministra Spraw Zagranicznych Ekwadoru Carlosa R. Tobara. Postulował aby państwa amerykańskie, działające wspólnie, odmawiały uznania wszystkich rządów ustanowionych w drodze rewolucyjnej. Doktryna ta znalazła wyraz prawny w konwencji dodatkowej do traktatu ogólnego o pokoju i przyjaźni między Gwatemalą, Hondurasem, Kostaryką, Nikaraguą i Salwadorem 20 grudnia 1907 r.
Karta Bogoty z 1948 w art. 9 głosi: Członek  Organizacji, którego demokratycznie ukonstytuowany rząd został obalony siłą, może zostać zawieszony w wykonywaniu prawa do udziału w posiedzeniach Walnego Zgromadzenia, Zebrania Konsultacyjnego, Rad Organizacji i Konferencji Specjalistycznych, a także w komisjach, grupach roboczych i innych powołanych organach.